# Овчарско-кабларска клисура
Овчарско-кабларска клисура представља јединствену морфолошку целину. Удаљена је 18 km од Чачка. Усечена је између планинских масива Овчара и Каблара. Дугачка је око 20 km и одликује се стрмим странама и укљештеним меандрима Западне Мораве. Морава је преграђена бранама па су формирана два вештачка језера на хидроцентралама Овчар Бања и Међувршје. Највећа дубина клисуре је 710 m. Клисура је под заштитом државе као предео изузетних одлика I категорије. О клисури се стара Туристичка организација Чачка.
Клисура је позната и по многобројним Овчарско-кабларским манастирима који су смештени на левој и десној обали реке. Постоји десет средњовековних манастира који представљају изузетно атрактиван и значајан споменички комплекс, јединствен по месту на коме се налази, али и времену у коме је настао. Уз реку се налази и Овчар Бања, позната по својим лековитим термалним изворима и прелепим бигреним слаповима.

## Рељеф
Рељеф је изграђен од тектонских и ерозивних облика рељефа. Планине Овчар и Каблар и целокупна Овчарско-кабларска клисура непосредно делују и на климу, хидрографске објекте и живи свет. 
Западна Морава протиче кроз композитну долину коју чине четири котлине, једна већа клисура, једно сужење и две сутеске. Овчарско-кабларска клисура је најузводније сужење у долини Западне Мораве. Налази се између Пожешке котлине на западу и Чачанске котлине на истоку. Дуга је око 20 км и одликује се стрмим странама и укљештеним меандрима.
Усечена је до дубине од 550 m у шкриљцима и кречњацима. Почевши од Пожешке котлине низводно, према северо-истоку, Овчарско-кабларска клисура је усечена у палеозојским шкриљцима. Клисура је дубока и, меандарска и антецедентна, што значи да се паралелно са усецањем клисуре вршило и издизање некада јединствене планинске масе Овчара и Каблара, у коју се она усекла. Планина Овчар растављена је од Јелице Паковраћском преседлином. Према Јовану Цвијићу, можда је гротло старог кратера, који је однесен као и еруптивне стене што су се из њега изливале. Од денудације би био сачуван само дубоки део кратерског канала, испуњен еруптивном масом.
Са Паковраћске преседлине се веома стрмо диже купасти врх Овчара, чију основу чине црвенкасти, црнкасти, а понегде и зеленкасти шкриљци са примесом жица зеленкасте еруптивне стене.
Преко њих долазе дебели слојеви модрикастог кречњака и беличастог доломита. Према Западној Морави стране су му доста стрме, градећи са наспрамним Кабларом, Овчарско-кабларску клисуру. На стрмој, кречњачкој страни, према Западној Морави, падине су прекривене деградираном шумом и оскудном травом. 
Планина Каблар изграђена је од дијабаза, рожнаца, кречњака и серпентина. Са висином од 885 m наставља се северно од Овчара према планинама Маљену и Сувобору. Подножје планине је под ораницама, воћњацима и пашњацима. На планинама Каблара, као и Овчара, високо су неогени пескови и глине, који су наталожили некадашња језера чачанске и пожешке котлине. У кречњацима Овчара и Каблара налазе се отвори пећина.
Једна од њих јесте Турчиновац. Налази се на вертикалној литици Каблара на висини око 600 m, односно око 300 m изнад корита Западне Мораве. Дужина испитаних канала износи око 60 m. Пећина је проста и једноставна врелска. Врелска пећина такође се налази у Овчарско-кабларској клисури. Усечена је дуж западне подгорине Овчара у долини Бањске реке, десне притоке Западне Мораве. Улаз у пећину лежи на висини од 370 m, око 3 m изнад корита реке. Постоје још неке пећине, као нпр. Драгослављева пећина на северној страни Каблара у Рошцима, Чвркића пећина на северној падини Каблара у засеоку Чвркићи, пећина испод Греда, која се налази испод самог врха Каблара, непосредно изнад пећине Турчиновца. Недалеко од ње је и друга мања пећина испод Велике косе. Западна Морава је у Овчарско-кабларској клисури усекла четири укљештена меандра. Река је у овом делу епигенија, меандри су дубоко усечени испод стрмих литица Овчара и Каблара и то је управо један од највећих природних туристичких потенцијала клисуре.

## Клима
Поднебље Овчарско-кабларске клисуре је умерено-континентално. Најутицајнији климатски фактори јесу планине Овчар и Каблар, вертикална дисекција рељефа и географски положај. Близина планине Јелице, Овчара и Каблара утичу на микроклиматске разлике клисуре у односу на њену околину. Услед тога, температуре у појединим деловима дана и године могу бити незнатно ниже од околине. Температура на врху Овчара и Каблара увек је за неколико степени нижа од температуре на обалама Западне Мораве, због висинске разлике од 700 m.
Метеоролошке станице постоје у Чачку и Пожеги, док у Овчар бањи постоји само падавинска станица. Високе средње температуре летњих месеци погодују развоју купалишног и рекреативног туризма на вештачким језерима у овој клисури. Такође повољно утичу и на продужење туристичке сезоне у лечилишту Овчар бање. Клисура је заштићена и од јаких ветрова.
Средња годишња количина падавина у метеоролошкој станици у оближњем Чачку износи 629,9мм. Најкишовитији месец је мај, а најмање падавина излучи се у фебруару.

## Хидролошке вредности
Западна Морава је лева саставница Велике Мораве. Настаје спајањем Моравице и Ђетиње и дуга је 210 km. Она протиче наизменично кроз котлине и клисуре. Између Пожешке и Чачанске клисуре прави Овчарско-кабларску клисуру. Ширина и дубина Западне Мораве зависи од водостања и креће се у близини града од 0,4 до 2 m, а у вировима низводно од клисуре и до 6 m. 
По изласку из Овчарско-кабларске клисуре Западна Морава постаје равничарска река, са вировима и песковито-шљунковитим обалама. Неке од њих су преуређене у плаже, па привлаче велики број туриста, купача, спортских риболоваца и рекреативаца.
Преграђивањем тока Западне Мораве на три места настала су три језера: на улазу Овчарско-кабларско језеро, Међувршје на излазу из клисуре и језеро Парменац, код насеља Парменац, надомак Чачка. Језера су настала за потребе производње електричне енергије и наводњавање обрадивих површина.
Бране заустављају брз ток Западне Мораве. Брана Овчар Бања је настала 1951. године, а брана Међувршје висине 30 метара и дужине 190 метара, код истоименог села је изграђена 1954. године. Језеро Међувршје је потопило велики део брзака у клисури. Оно је при великом водостају дубоко до 23 метра и дужине до 11 километара.
У клисури, 18 km западно од Чачка се налази позната Овчар Бања, на путу Чачак-Ужице. Лековити минерални извори ове бање потичу из дубинских тектонских разлома, који се изливају у наносу бањске равни, вода има температуру 35 °C до 38 °C, по саставу је јодна и слабо сумпоровита. Захваљујући хемијском саставу воде, овде се лече многа обољења.
У клисури се налазе и културно значајни Овчарско-кабларски манастири.

## Биодиверзитет

### Биљни и животињски свет
На стрмим, стеновитим странама Каблара, као и у великим шумским комплексима, налазе се бројне врсте очуване флоре често реликтног карактера. Врсте карактеристичне за ову клисуру су граб (лат. Carpinus betulus), грабић (лат. Carpinus orientalis), ситнолисна липа (лат. Tillia cordata), крупнолисна липа (лат. Tillia platyphillos), црни јасен (лат. Fraxinus ornus), руј (лат. Cotinus coggygria), хајдучка опута (лат. Daphne mesereum), ловоролисни јеремичак (лат. Daphne laureola), храст (лат. Quercus), буква (лат. Fagus), топола(лат. Populus), клен (лат. Acer campestre)... Фауна је такође богата. Често се могу видети шумска корњача (лат. Testudo hermanni), барска корњача (лат. Emys orbicularis), смук (лат. Elaphe longissima), шарени даждевњак (лат. Salamandra salamandra), сиви соко (лат. Falco peregrinus), сури орао (лат. Aquila chrysaetos), сива чапља (лат. Ardea cinerea), јаребица камењарка (лат. Alectoris graeca), куна златица (лат. Martes martes), куна белица (лат. Martes foina), јазавац (лат. Meles meles), као и друге ретке и угрожене врсте.

## Један запис из старине
| „               | Кад се из питомога Чачка, под вече погледа к западу уз лепу Мораву, два сахата више затвара се поглед двама високим кликовима. Оба врха, врхасти Овчар с леве а зупчасти Каблар с десне стране, у модрој вечерњој светлости, стоје као огромни ступови на вратима воденим, одакле се ваља Морава, највећа српска вода | ” |
| — М. Илић, 1875 | |   |

## Галерија
- Овчарско-кабларска клисура
- Овчарско-кабларска клисура
- Овчарско-кабларска клисура
- Овчарско-кабларска клисура
- Овчарско-кабларска клисура
- Овчарско-кабларска клисура
- Овчарско-кабларска клисура виђена са видиковца на Каблару
- Овчарско-кабларска клисура виђена са видиковца на Каблару
- Клисура у огледалу
- Разгледница из Овчарско-кабларске клисуре